# 镇康银莲花
镇康银莲花（学名：Anemone obtusiloba sp. megaphylla）为毛茛科银莲花属下的一个亚种。